# Boloria angarensis
Boloria angarensis is een vlinder uit de familie Nymphalidae (Aurelia's), onderfamilie Heliconiinae. De wetenschappelijke naam is voor het eerst geldig gepubliceerd in 1870 door Nicolas Grigorevich Erschoff.
De soort komt voor in Europa.